# Prinsepia uniflora
Prinsepia uniflora är en rosväxtart som beskrevs av Alexander Feodorowicz Batalin. Prinsepia uniflora ingår i släktet Prinsepia och familjen rosväxter. Utöver nominatformen finns också underarten P. u. serrata.

## Bildgalleri

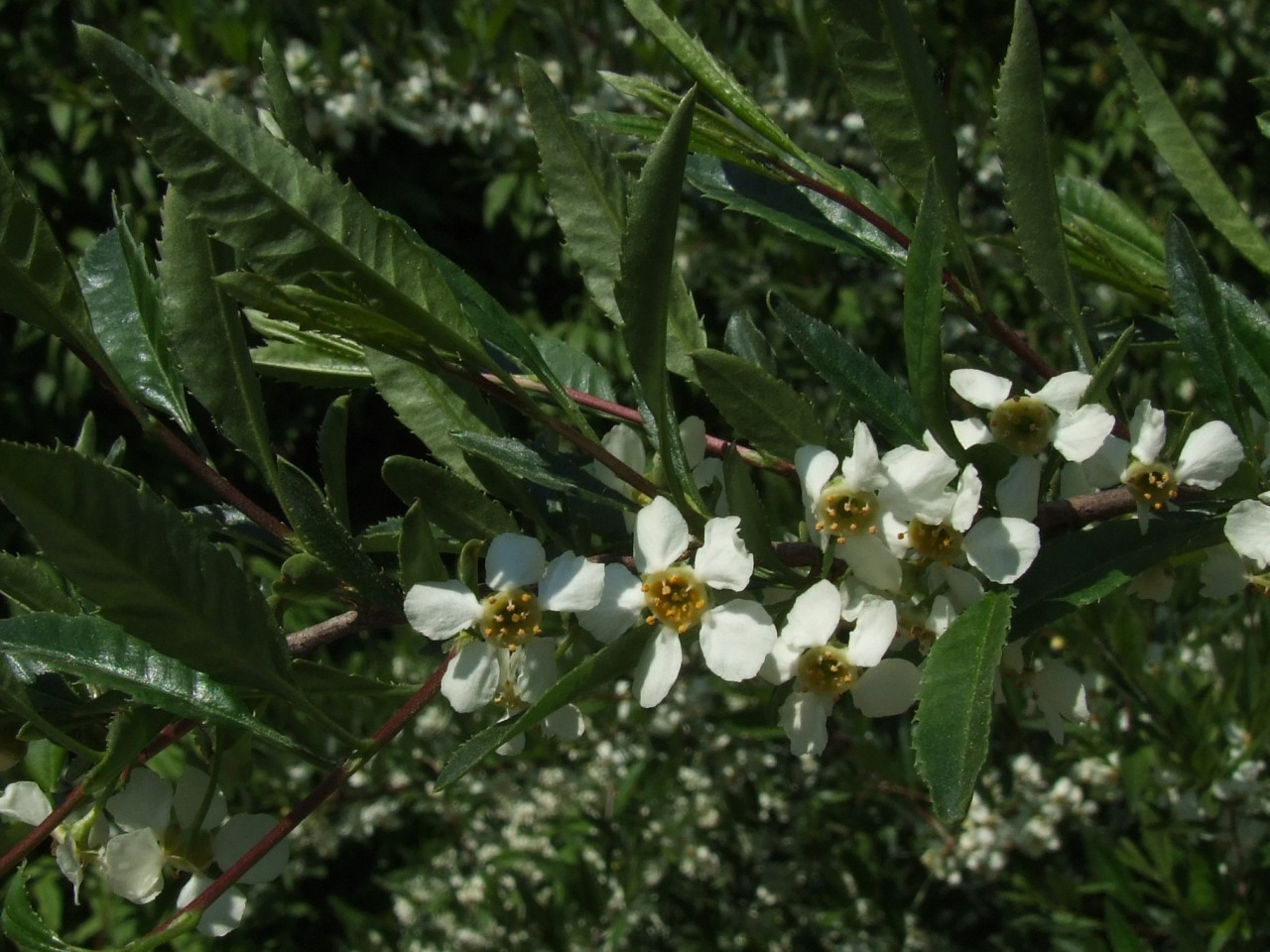
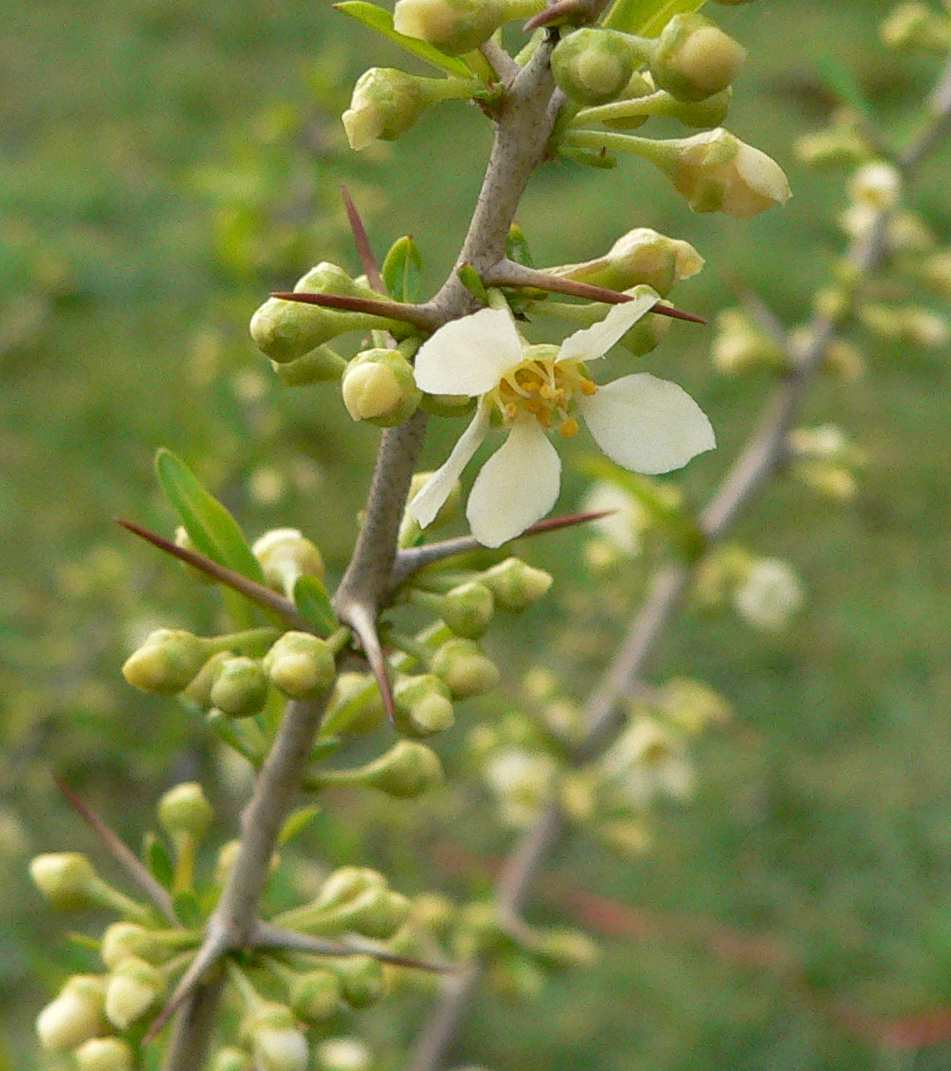
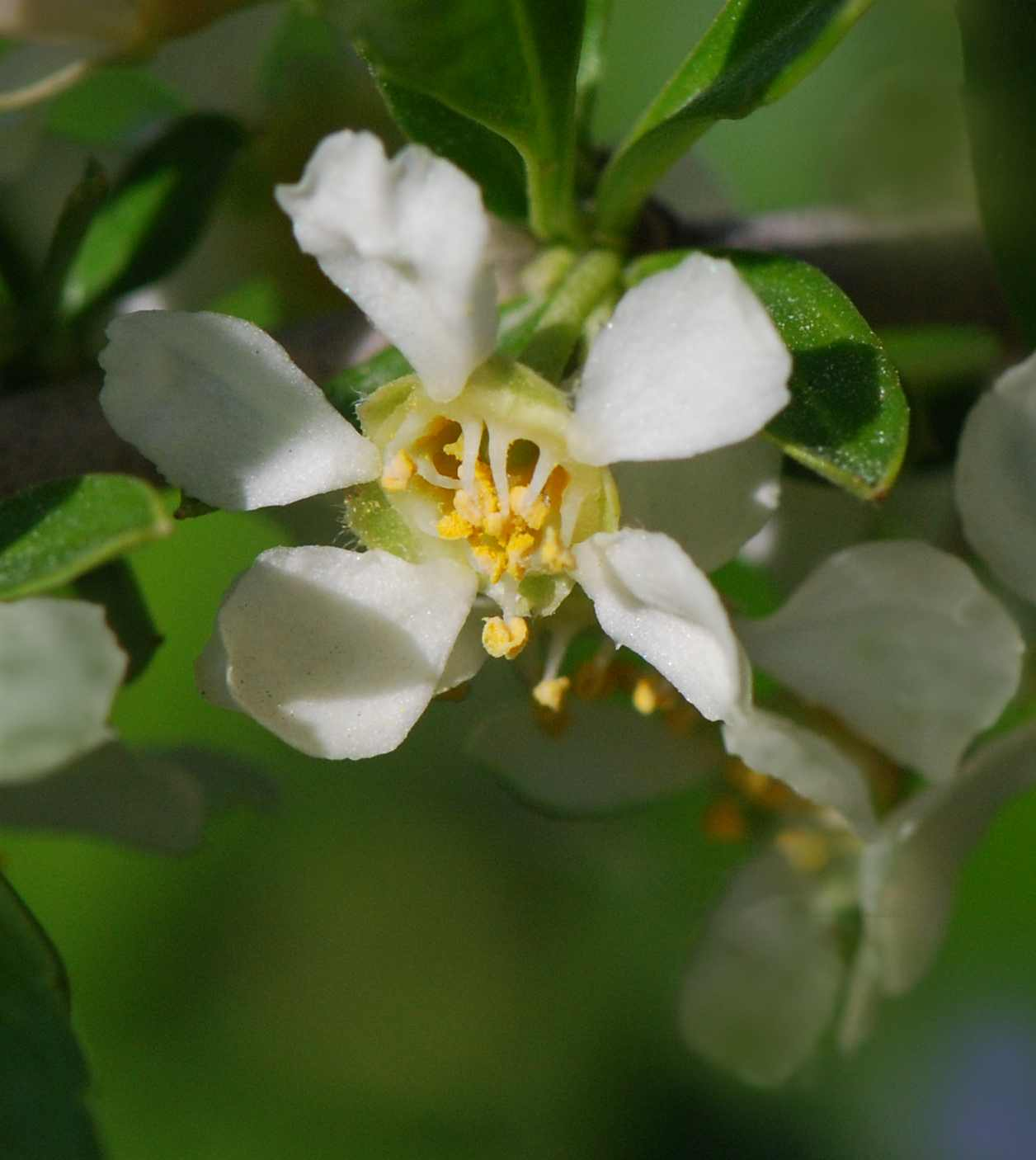
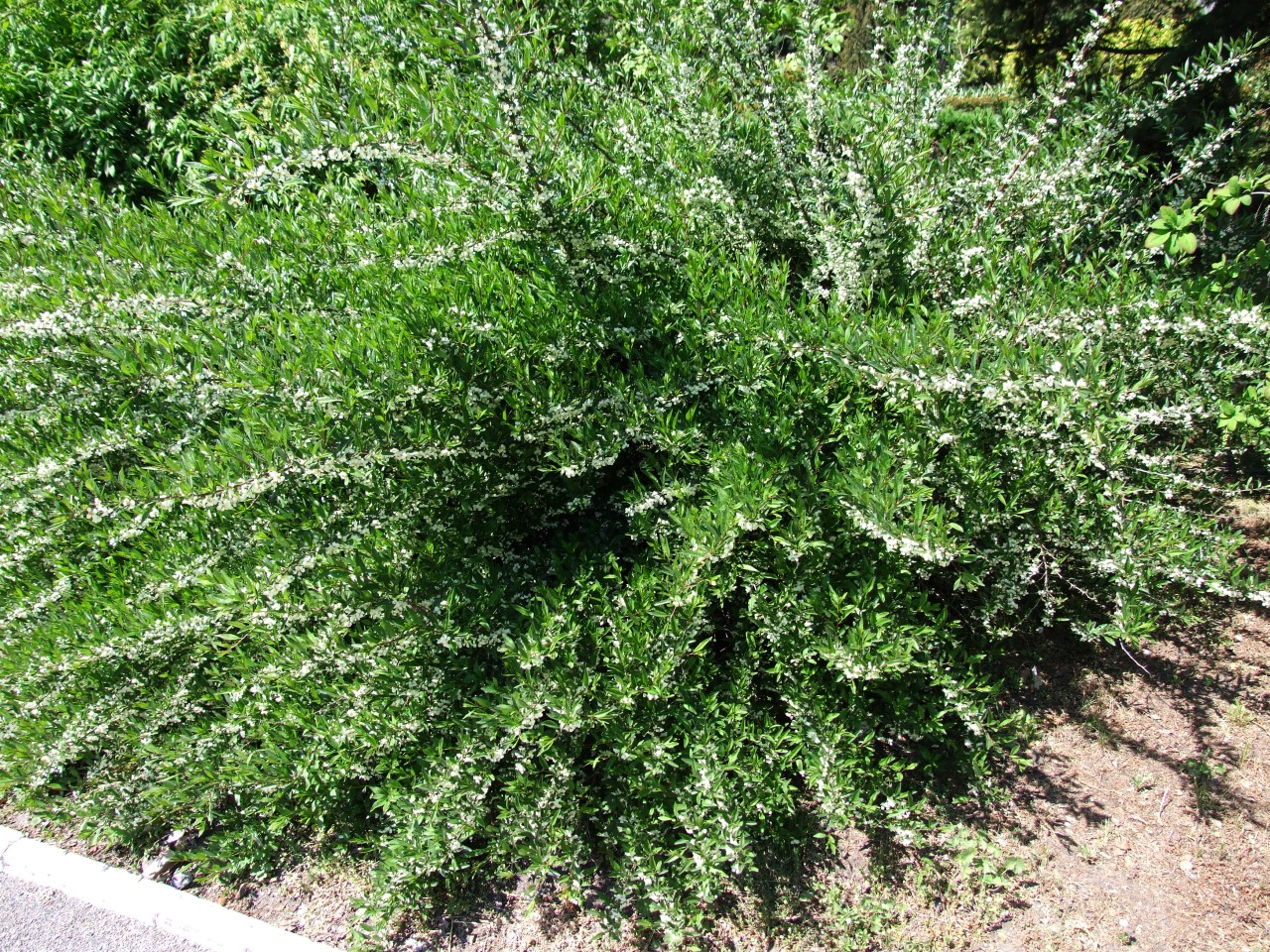
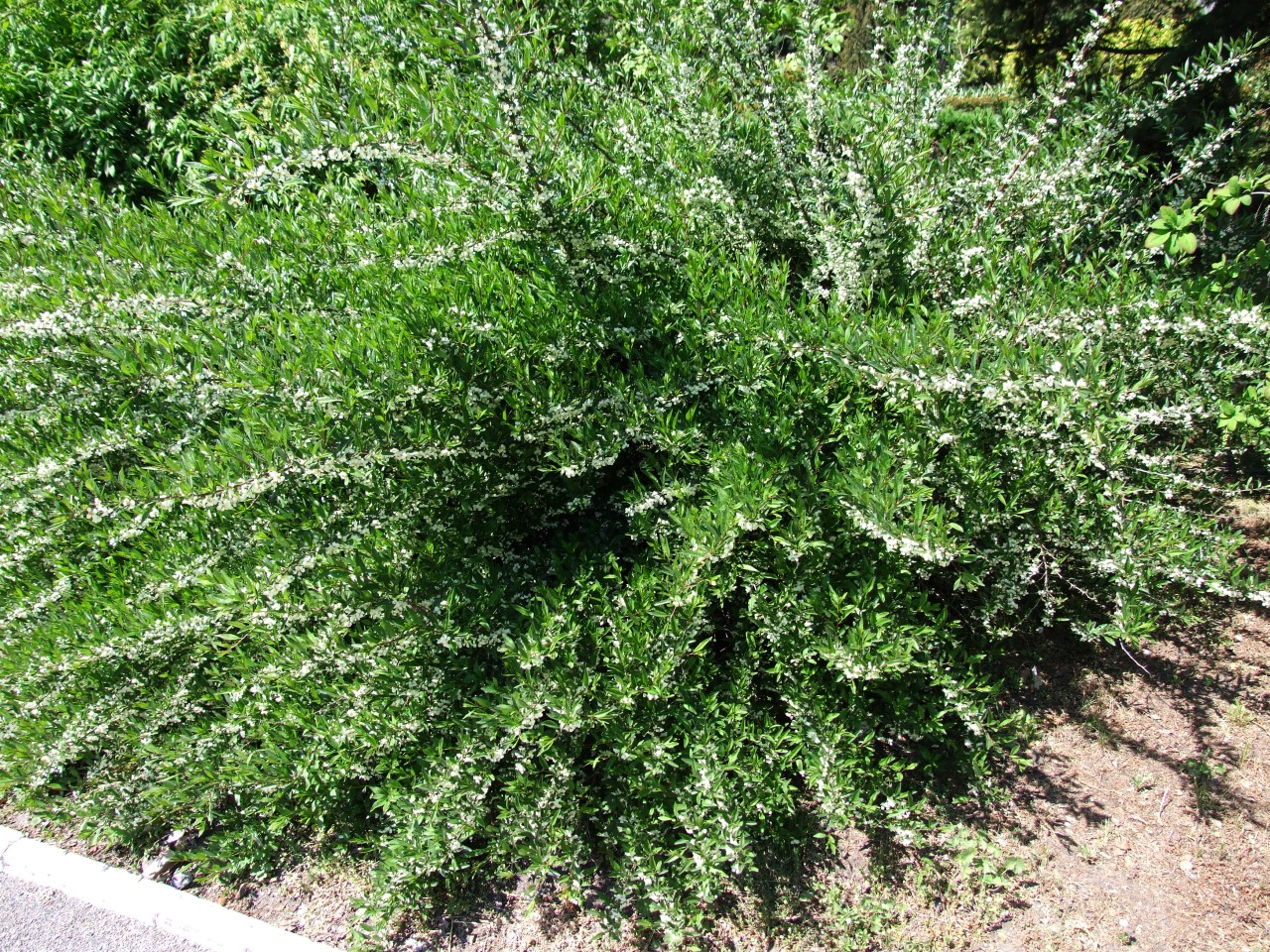